# باكيلي مولوزي
باكيلي مولوزي رجل سياسي مالاوي ولد في 17 مارس 1943 في ماشينجا بمالاوي، وهو الرئيس الثاني لمالاوي من 1994 إلى 2004.

## سيرته
كرئيس لحزب الجبهة الديمقراطية للوحدة، ترشح للانتخابات الرئاسية التي تم تنظيمها يوم 17 مايو 1994، والتي فاز بها بنسبة 47.3% متغلبا على الرئيس المنتهية ولايته هاستينغز باندا بعدها تمت إعادة انتخابه في 15 جوان 1999 بنسبة 52.4% حيث بقي رئيسا حتى ماي 2004 ونظرا لأن الدستور لا يسمح له بأكثر من ولايتين فقد قام بدعم بينجو وا موثاريكا كخلف له رغم أن الرجلين اختلفا بعدها.
في 27 يوليوّ 2006 تم اعتقاله في إطار حملة ضد الفساد وأفرج عنه بكفالة وتوقف عن المتابعة القضائية بعدها.
حاول مولوزي الترشح لانتخابات 2009 لكنه اشتكى من طرق ترهيب سياسية تجاهه، وفي مارس 2009 قامت لجنة الترشيحات برفض ملفه بحجة أنه لا يحق لرئيس أكثر من مدتين رئاسيتين.